# الدكتور (فلم)
الدكتور فيلم مصري من إنتاج عام 1939، بطولة سليمان نجيب وأمينة رزق، إخراج نيازي مصطفى.

## فريق العمل
- سليمان نجيب
- أمينة رزق
- دولت أبيض
- مختار عثمان
- فؤاد شفيق
- عبد الوارث عسر
- سلوى علام
- زوزو نبيل
- أنور وجدي
- فردوس محمد

## وصلات خارجية
- مقالات تستعمل روابط فنية بلا صلة مع ويكي بيانات

1. ↑  الدكتور (فلم) في قاعدة بيانات الأفلام العربية